# Темкино (Владимирская область)
Темкино — деревня в Александровском районе Владимирской области России, входит в состав Следневского сельского поселения.

## География
Деревня расположена на берегу реки Серая в 21 км на северо-восток от центра поселения деревни Следнево и в 11 км на северо-восток от города Александрова.

## История
В XIX — начале XX века деревня входила в состав Александровской волости Александровского уезда. В 1859 году в деревне числилось 12 дворов, в 1905 году — 20 дворов, в 1926 году — 28 дворов.
С 1929 года деревня входила в состав Свинкинского сельсовета Александровского района, с 1940 года — в составе Мошнинского сельсовета, с 1948 года — в составе пригородной зоны города Александрова, с 1954 года — в составе Балакиревского сельсовета, с 1965 года — в составе Александровского района, с 2005 года — в составе Следневского сельского поселения.

## Население
| 1859 | 1905 | 1926 | 2002 | 2010 | 2021 |
| ---- | ---- | ---- | ---- | ---- | ---- |
| 89   | ↗115 | ↗143 | ↘6   | ↗20  | ↘9   |